# Moutiers (Meurthe y Mosela)
 Moutiers  es una población y comuna francesa, en la región de Lorena, departamento de Meurthe y Mosela, en el distrito de Briey y cantón de Homécourt.

## Demografía
| 2710 | 2712 | 2335 | 2123 | 2036 | 1923 |
| Para los censos de 1962 a 1999 la población legal corresponde a la población sin duplicidades (Fuente: INSEE [Consultar]) |      |      |      |      |      |